# 米尼奥德梅迪纳塞利
米尼奥德梅迪纳塞利，是西班牙卡斯蒂利亚-莱昂索里亚省的一个市镇。总面积57平方公里，总人口106人（2001年），人口密度2人/平方公里。